# Фарра-д'Альпаго
Фарра-д'Альпаго, Фарра-д'Альпаґо (італ. Farra d'Alpago, вен. Fara d'Alpago) — колишній муніципалітет в Італії, у регіоні Венето, провінція Беллуно. З 23 лютого 2016 року Фарра-д'Альпаго є частиною новоствореного муніципалітету Альпаго.
Фарра-д'Альпаго розташована на відстані близько 470 км на північ від Рима, 80 км на північ від Венеції, 12 км на схід від Беллуно.
Населення — 2661 особа (2014).
Щорічний фестиваль відбувається 3 травня. Покровитель — Филип.

## Демографія
Населення за роками:

Станом на 31 грудня 2014 року в муніципалітеті офіційно проживали 294 іноземці з 26 країн, серед них 72 громадяни країн Євросоюзу та 8 громадян України.

## Сусідні муніципалітети
- Беллуно
- Фрегона
- Понте-нелле-Альпі
- Пуос-д'Альпаго
- Тамбре
- Вітторіо-Венето